# William Cokkes
William Cokkes (falecido em 1512) foi um cónego de Windsor de 1500 a 1512.

## Carreira
Ele foi nomeado:
- Reitor de St Magnus-the-Martyr, London Bridge 1480
- Reitor de Santa Margarida, New Fish Street 1472 - 1512
- Capelão da rainha

Ele foi nomeado para a primeira bancada na Capela de São Jorge, no Castelo de Windsor em 1500, e manteve-se na bancada até 1512.